# Castello di Töscheldorf
Il castello di Töscheldorf (in tedesco Schloss Töscheldorf) si trova nell'omonima frazione del comune austriaco di Althofen nel Distretto di Sankt Veit an der Glan appartenente al Land della Carinzia e la sua storia inizia nel XVII secolo.

## Storia

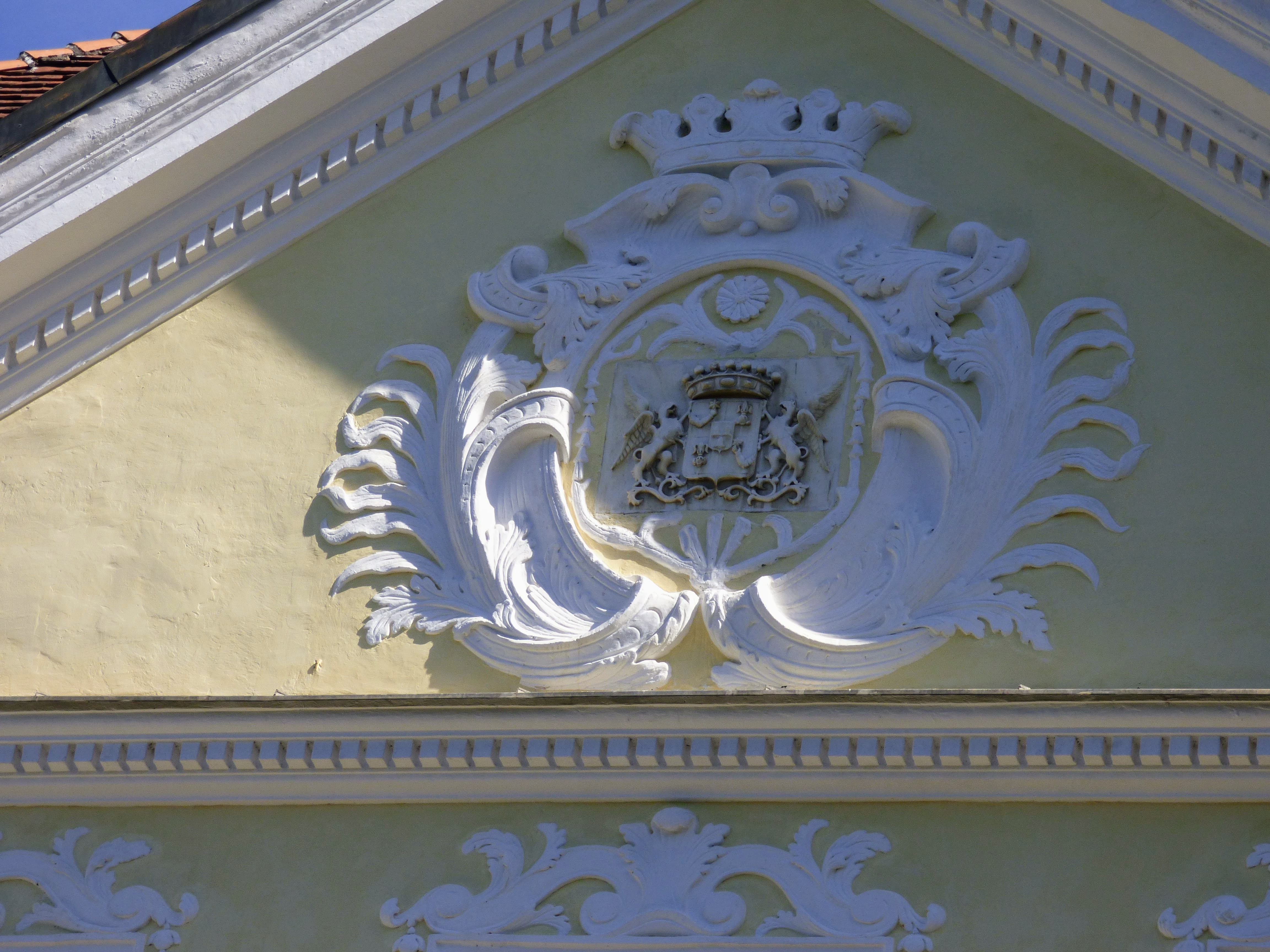
Stemma sul frontone della facciata principale del castello di Töscheldorf

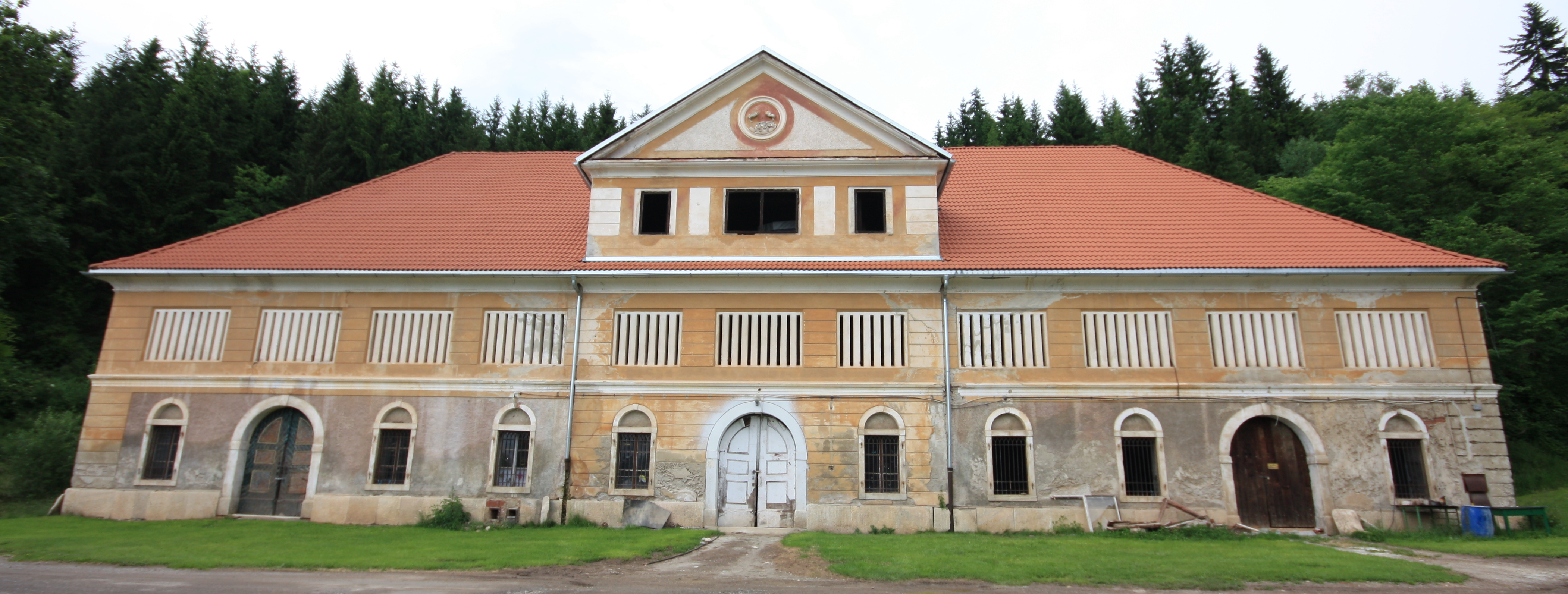
Grande edificio a due piani utilizzato a scopi agricoli e costruito nel 1840

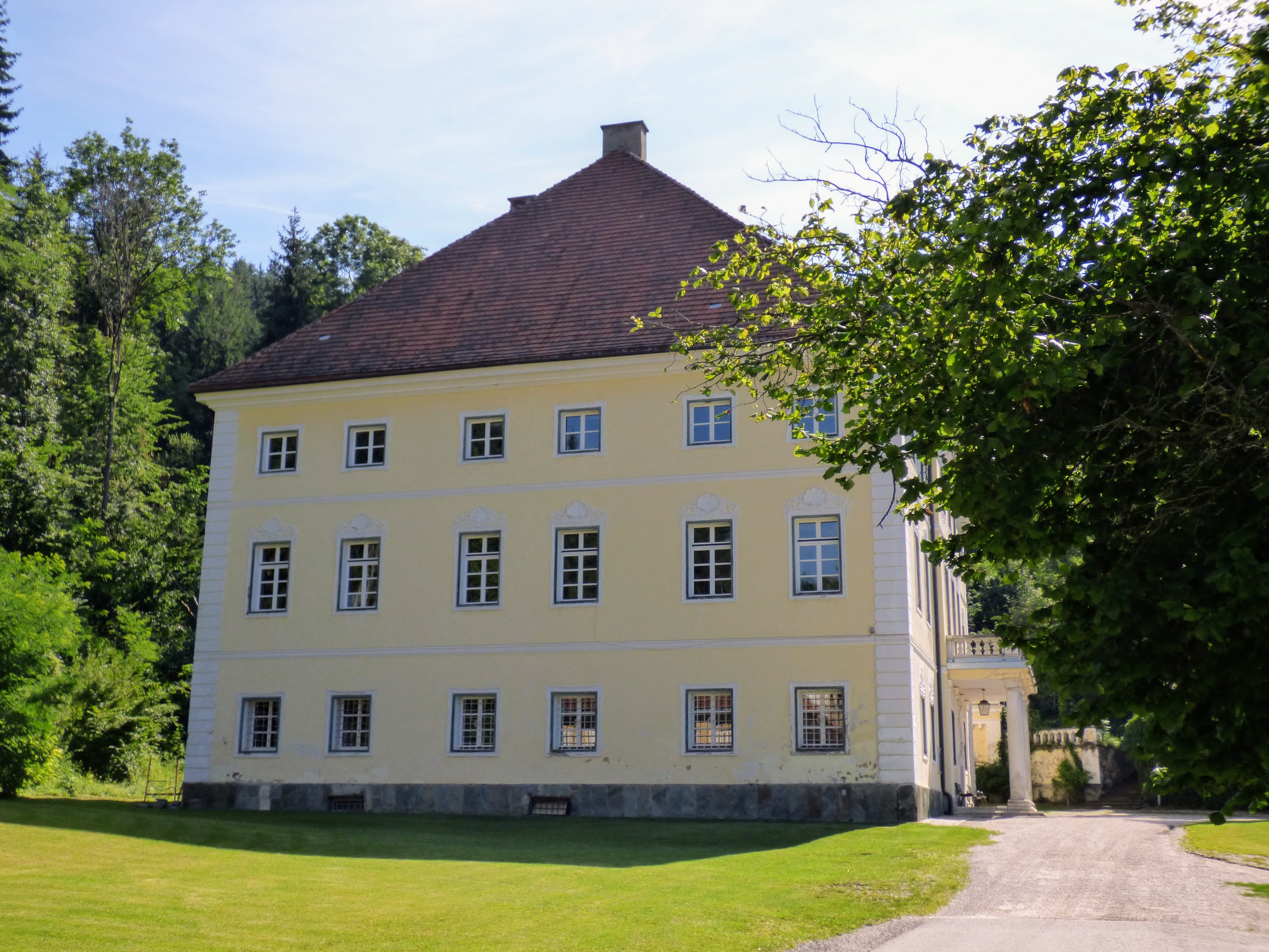
Facciata laterale sinistra del castello

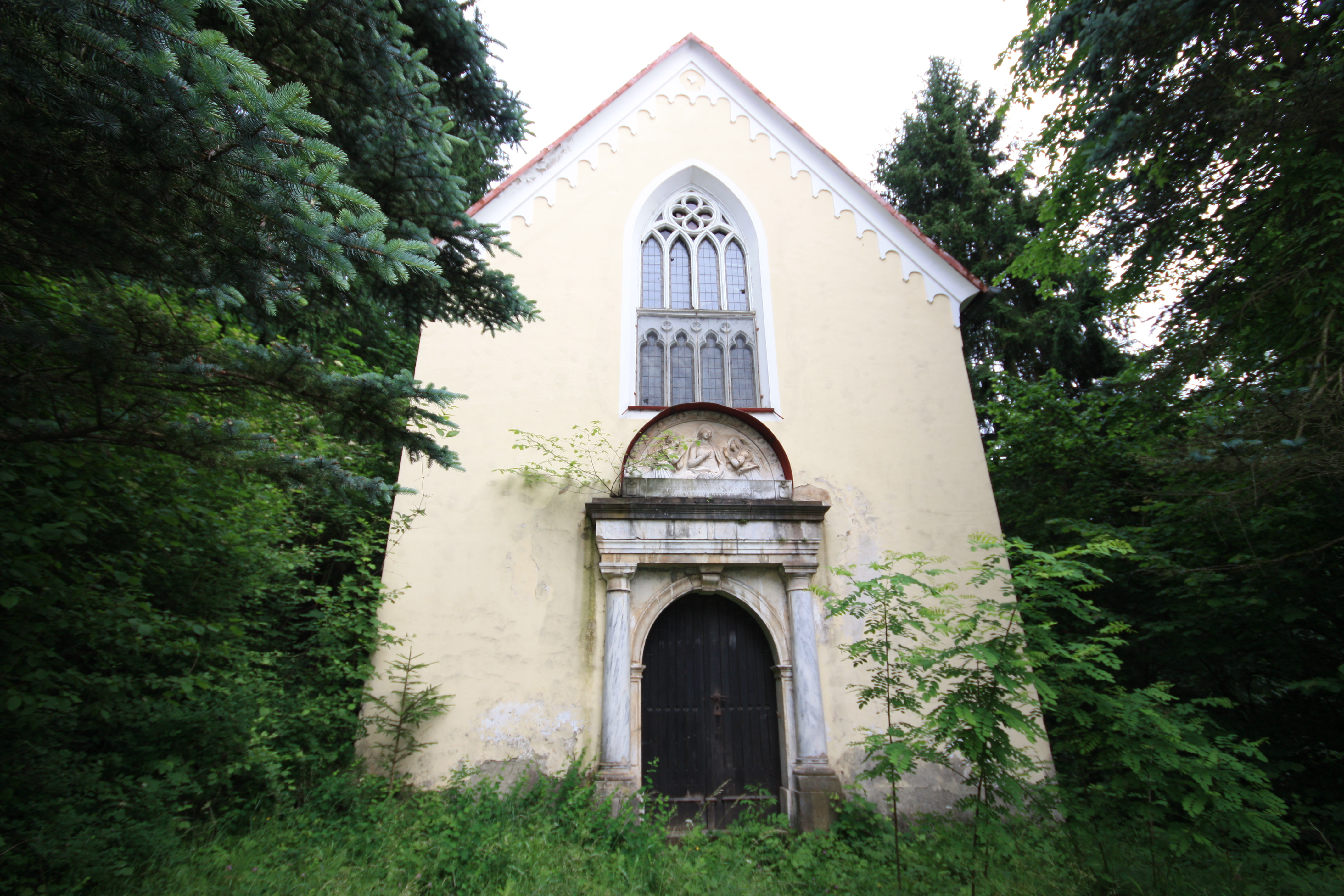
Cappella gentilizia

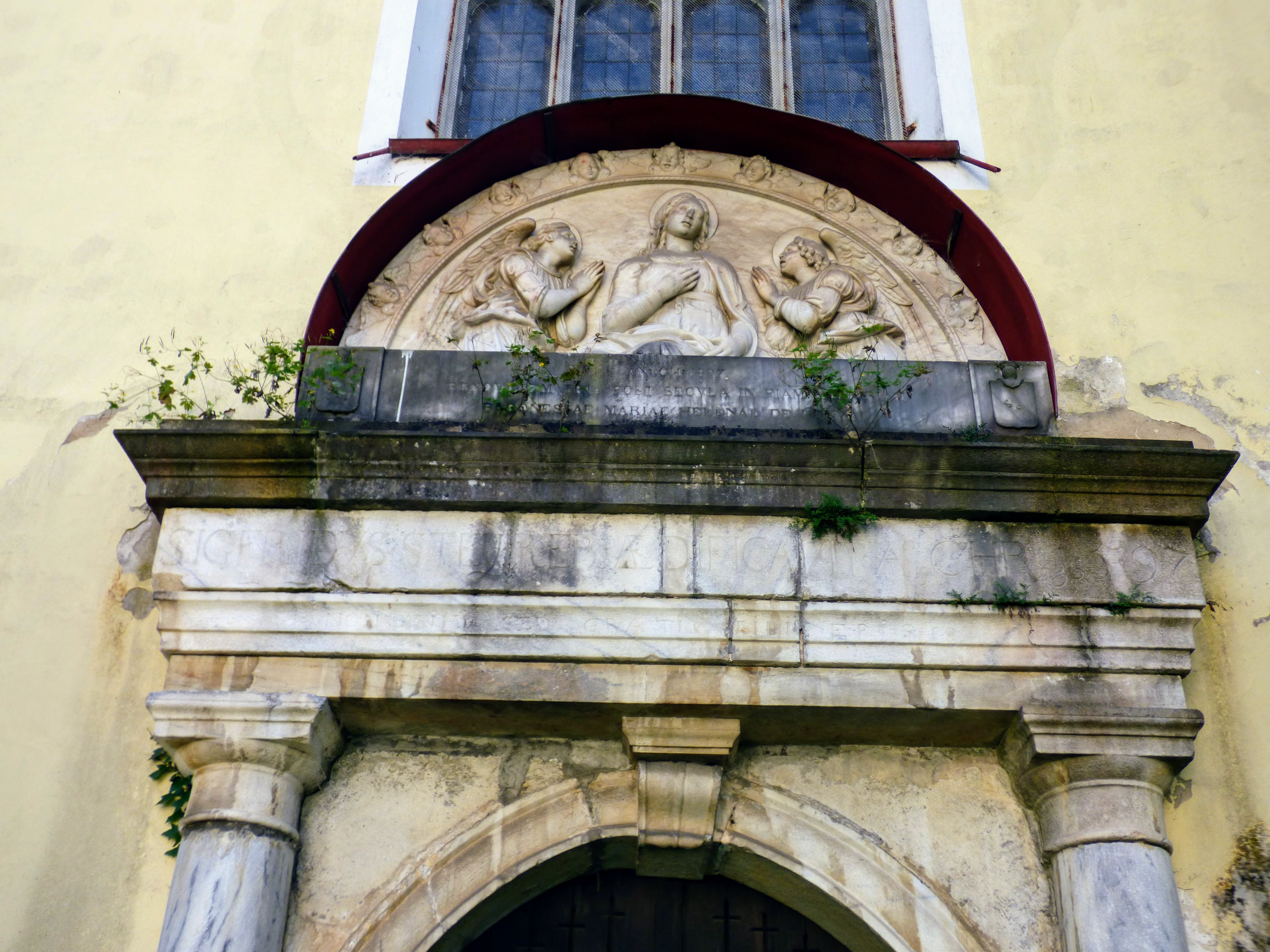
Particolare del portale della cappella con scultura raffigurante la Madonna circondata da Angeli

Il nome del castello potrebbe derivare dal nome di un personaggio proveniente dalla Slovenia anche se non si hanno informazioni sicure in tal senso. Sul sito era già esistente nel XIV secolo un palazzo che era la sede dell'ufficiale giudiziario di Salisburgo incaricato di gestire la tenuta e il vicino Meierhof (podere con cascina di proprietà nobile o clericale). L'edificio che ci è pervenuto venne costruito non prima del XVII secolo e il committente fu Georg Ordolph Gschwindt, industriale con uno stabilimento siderurgico e proprietario dei mulini a martelli nelle acque intermedie di Pöckstein. Nella seconda metà del XVII secolo gli successero come proprietari il Freiherr Franz Josef von Ottenfels col figlio Xaver e furono questi a dare essenzialmente al castello le forme che possiamo osservare. Per quasi tutto il XIX secolo il castello di Töscheldorf rimase nelle mani di famiglie di commercianti o nobili come Josef Kochler von Jochenstein, Simon Grabuschnig, Franz Xaver Knappitsch, l'industriale del ferro Baron Eugen Dickmann, il Freiherr Leon Ladislaus von Lenval e i conti Czosnowski. Dal 1955 il proprietario divenne Franz Knafl e poco dopo il castello è stato utilizzato anche come sede di istituti scolastici. Dalla fine del XX secolo vi è ospitata una scuola politecnica. Il castello è stato così sede unica del ginnasio di Althofen dal 1968 al 1980 ed in seguito, con la costruzione del nuovo edificio, ha conservato il ruolo di sede secondaria. Di particolare interesse storico ed artistico è la cappella gentilizia legata al castello che è stata menzionata per la prima volta in un documento nel 1729, ma potrebbe essere stata edificata già nel 1597. La piccola cappella è stata restaurata all'inizio del XIX secolo e poi nel 1897.

## Descrizione
Il castello si trova in località Töscheldorf a nord del comune austriaco di Althofen nel Distretto di Sankt Veit an der Glan appartenente al Land della Carinzia. Il castello si presenta con tre piani ai margini della foresta ed è ben conservato. La sua facciata principale si affaccia sul parco. L'avancorpo centrale è leggermente sporgente e si conclude con un timpano triangolare che conserva uno stemma in stucco. Le finestre del pianterreno e del primo piano furono riccamente decorate con stucchi e conchiglie all'inizio del XVIII secolo e quelle dell'ultimo piano presentano decorazioni in stucco solo in quelle nell'avancorpo centrale. Il portale con arco a tutto sesto è preceduto da un portico che si appoggia su quattro colonne e quattro pilastri murari con balconata e balaustra che probabilmente risale al XIX secolo. I singoli piani sono separati da bande intonacate bianche. La grande sala di rappresentanza al primo piano fu decorata con affreschi intorno al 1740 dal pittore barocco carinziano Josef Ferdinand Fromiller. Sulle pareti sono rappresentate figure mitologiche mentre l'affresco sul soffitto raffigura un raduno di divinità. Gli affreschi di Fromiller furono successivamente ridipinti e recuperati solo parzialmente nel 1938. Accanto al castello si trova un grande edificio a due piani utilizzato a scopi agricoli e costruito nel 1840.

### Cappella del castello
La cappella del castello si trova su un terrazzo a sud-est del castello. Conserva il portale rinascimentale datato 1597 e sopra il portale si può vedere la copia di un'opera fiorentina del XVI secolo, il bassorilievo marmoreo raffigurante la Madonna circondata da Angeli, realizzata nel 1897. Allo stesso periodo risalgono le finestre neogotiche a traforo e il fregio ad arco cieco che circonda la cappella. L'interno della cappella è decorato con quadri Biedermeier. Sulla trabeazione posta sull'ingresso si trova l'iscrizione "Sigfridus Steyrer aedificavit 1597".

### Bene architettonico tutelato
Il castello di Töscheldorf è stato posto sotto tutela dei monumenti da parte della Repubblica austriaca col numero 131001.